# 安倍宗任

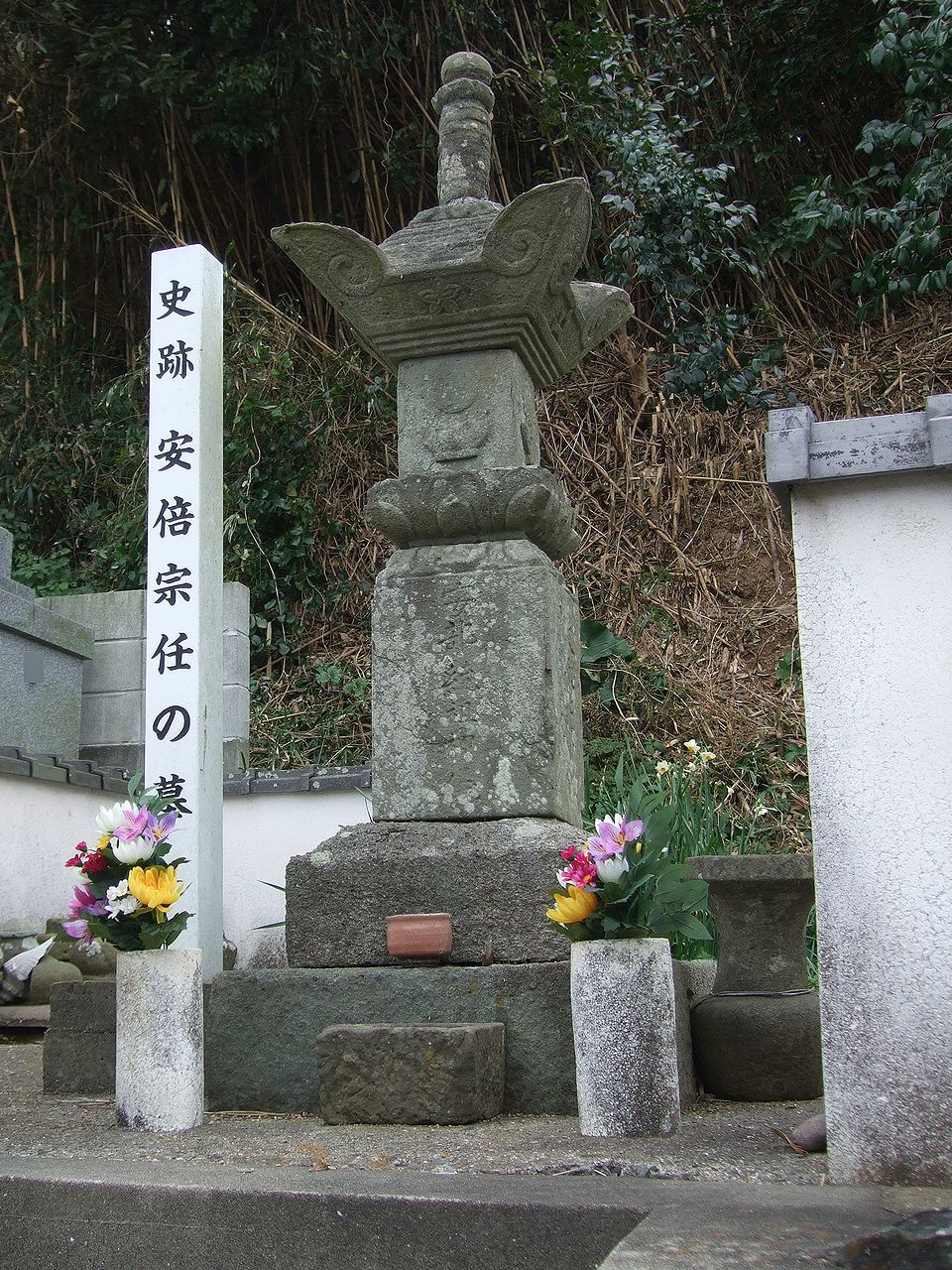
安倍宗任の墓（宗像市大島）

安倍 宗任 （あべ の むねとう）は、平安時代中期から後期の武将。陸奥国の俘囚の長とされる豪族、安倍氏の安倍頼時の子（三男）。鳥海柵の主で、安倍鳥海三郎宗任とも呼ばれる。安倍氏の本拠地である鳥海柵の主であり、嫡妻であった清原氏の子として嫡子格の地位にあったと推察する説もある。

## 生涯

### 前九年の役
奥州奥六郡（岩手県内陸部）を基盤とし、父・頼時、兄・貞任とともに源頼義と戦う（前九年の役）。一族は奮戦し、貞任らは最北の砦厨川柵（岩手県盛岡市）で殺害されるが、宗任らは降伏し一命をとりとめ、源義家に都へ連行された。その際、奥州の蝦夷は花の名など知らぬだろうと侮蔑した貴族が、梅の花を見せて何かと嘲笑したところ、「わが国の　梅の花とは見つれども　大宮人はいかがいふらむ」と歌で答えて都人を驚かせたという。（『平家物語』剣巻）

### 配流
四国の伊予国に流され、現在の今治市の富田地区に3年間居住し、その後少しずつ勢力をつけたために、治暦3年（1067年）に九州の筑前国宗像郡の筑前大島に再配流された。その後、宗像の大名である宗像氏によって、日朝・日宋貿易の際に重要な役割を果たしたと考えられる。また、大島の景勝の地に自らの守り本尊として奉持した薬師瑠璃光如来を安置するために安昌院を建てた。そして、嘉承3年（1108年）2月4日に77歳で亡くなった。
なお配流先については、伊予から筑前へと移されたという説と当初より大宰府に流されたという説とがある。
工藤雅樹は、伊予から筑前に移された理由を「頼義が背後におり、奥六郡の支配権を清原氏から取り戻そうとしていたため、朝廷がそれを防ごうとした」と推察している。

## 子供
長男・安倍宗良
宗良は大島太郎・安倍権頭として、大島の統領を継いだ。その子孫の安倍頼任は、九州の剣豪として知られ、秋月氏に仕え、剣術流派・安倍立剣道を開いた。
次男・安倍仲任
仲任は、薩摩国に行ったとされる。
三男・安倍季任
季任は肥前国の松浦に行き、松浦氏の娘婿となり松浦三郎大夫実任と名乗る。その子孫は北部九州の水軍松浦党を構成する一族になったともいわれている。
長女・藤原基衡の室（疑問あり）
藤原秀衡の母（異説あり）。宗任が太宰府から東北に戻り授かった子であるとする説がある。
末女・佐々木季定の室
佐々木秀義の母。平治合戦の後、本貫の近江国蒲生郡佐々木庄（現・近江八幡市）を追われた秀義は、母方の伯母の嫁ぎ先である奥州藤原氏を頼って落ちのびる途中、相模国の武将・渋谷重国に武勇を見込まれて食客することとなった。

## 子孫
- 安倍宗任の三男・季任は肥前の松浦一族と姻戚関係となって｢松浦実任｣と称する。その子孫である松浦高俊は、平清盛の側近で平家方の水軍として活躍した。その為、治承・寿永の乱により、現在の山口県長門市油谷に流罪となった。その後、高俊の娘は平知盛の三男の平知忠に嫁いだが、源氏の迫害から逃れる為に知忠一族は妻の祖父であり、松浦氏を名乗っていた季任（実任）の本姓「安倍」を名乗ったとされる。
- 山口県の素封家であった安倍家は、安倍宗任を家祖と称している[4][5]。安倍家は戦前期に非翼賛候補として議員を務めた安倍寛や外務大臣を務めた安倍晋太郎、内閣総理大臣を3度務めた安倍晋三（44代目を称している）[6]などの政治家を輩出している。

## 故事
岩手県盛岡市出身の貴族院議員で第18・22代東京府知事阿部浩は、平家物語にある「安倍宗任と梅の故事」にならい、安倍氏ゆかりの盛岡市安倍館町に別邸を建て、吾郷楳荘（現・一ノ倉庭園）と名づけた。これは、「吾が故郷の梅（楳）の荘」の意である。扁額の揮毫は伊藤博文で、現在は盛岡市原敬記念館が所蔵。厨川柵で潰えた安倍氏を偲び、同様の故事から盛岡市立厨川中学校の校章は「梅」を象る。
- 「わが国の梅の花とは見つれとも　大宮人は如何か言ふらむ」　安倍宗任